# エヴゲニオス2世 (コンスタンディヌーポリ総主教)
エヴゲニオス2世総主教（ギリシャ語 Πατριάρχης Ευγένιος Β΄、英語 Patriarch Eugenius II、1780年 - 1822年7月27日）は、プロヴディフに生まれた。1821年から1822年までコンスタンディヌーポリ総主教に在位。総主教に選立される前は、アンヒアロス（ギリシャ語名。ブルガリア語ではポモリエ）の大主教であった。

## 生涯
1821年、ギリシャ独立戦争が勃発した事により、大主教達の中でエヴゲニオスは、総主教グリゴリオス5世ともどもマフムト2世によって人質に取られた。1821年4月10日にグリゴリオス5世が退位させられ総主教庁正門でトルコ人により絞首刑に処されると、獄中にあった大主教エヴゲニオスがエヴゲニオス2世として新総主教に選立された。